# Amigos del martes
Amigos del martes fou un programa musical espanyol estrenat el 10 d'octubre de 1961 a Televisió Espanyola i que realitzà en els estudis de Miramar que la cadena tenia a Barcelona.

## Format
El programa, presentat per Franz Joham i Gustavo Re, era una fusió entre espectacle còmic, protagonitzat per la parella de presentadors, i les actuacions musicals a càrrec d'artistes espanyols i de renom internacionals, com Marlene Dietrich, Juliette Gréco, Herta Frankel o Gilbert Bécaud.
Un dels principals encerts de l'espai va ser el duo de presentadors, que es van fer enormement populars a Espanya, a causa especialment de les dificultats amb el castellà del presentador austríac Joham. També es van fer famoses les intervencions d'un petit titella, anomenat Topo Gigio, que apareixia amb la presentadora Ana María Solsona.
Després de la primera temporada, i a causa del canvi d'ubicació a la programació, el magazín va passar a anomenar-se Amigos del lunes, títol que va mantenir fins a la seva cancel·lació definitiva el 1964.